# Atomaria atricapilla
Atomaria atricapilla är en skalbaggsart som beskrevs av Stephens 1830. Atomaria atricapilla ingår i släktet Atomaria, och familjen fuktbaggar. Enligt den finländska rödlistan är arten nära hotad i Finland. Arten är reproducerande i Sverige. Artens livsmiljö är kulturmarker och andra av människan skapade miljöer.